# Phil Younghusband
Pour les articles homonymes, voir Younghusband.
Phil Younghusband, de son nom de naissance Philip James Placer Younghusband Jr., né le 4 août 1987 à Ashford, est un  footballeur international philippin évoluant au poste d'attaquant entre 2005 et 2019. Il est le jeune frère de James Younghusband.
Younghusband détient le record de sélections et de buts avec l'équipe des Philippines avec 52 réalisations en 108 rencontres.

## Biographie

### Club
Formé à Chelsea, il est sans club de 2008 à 2011. Il continue cependant, pendant ce temps,  à jouer pour l'équipe nationale des Philippines dont il est membre depuis 2006, aux côtés de son frère aîné James. Il s'est notamment illustré lors de l'AFF Suzuki Cup 2010 en emmenant son équipe en demi-finale.
Youngshusband annonce sa retraite sportive en 2019.

### Sélection
Phil Younghusband est convoqué pour la première fois par le sélectionneur national Aris Caslib pour un match des éliminatoires du Championnat de l'ASEAN 2007 face au Laos le 12 novembre 2006. Le 14 novembre 2006, il marque sa premiere quadruplette en équipe des Philippines dès sa deuxième sélection, lors du match des éliminatoires du Championnat de l'ASEAN 2007 face au Timor oriental.
Il participe à l'AFC Challenge Cup en 2012 avec les Philippines. Ils terminent sur la dernière marche du podium.
Il est le joueur le plus capé ainsi que le meilleur buteur de l'histoire de la sélection philippine avec 108 matchs disputés et 52 buts marqués.

## Statistiques

### Buts en sélection
Le tableau suivant liste les résultats de tous les buts inscrits par Phil Younghusband avec l'équipe des Philippines.